# 李海波
李海波（1929年—1991年1月26日），上海宝山人，中共党员，中国人民解放军中将，中共十三大代表。
1945年4月参加新四军，1947年9月加入中国共产党。历任新四军一师兼苏中军区司令部联络员、华野四纵参谋、副大队长，中国人民解放军第二十三军副科长、科长、副处长。沈阳军区防突发事件办公室副主任、主任，军区司令部情报部副部长，二十三军副参谋长、参谋长、副军长，驻苏联大使馆武官，沈阳军区副参谋长兼作战部部长、沈阳军区参谋长。曾参加淮海战役、渡江战役、石岘洞北山战斗。荣获三级解放勋章、朝鲜三级国旗勋章1985年至1989年，参加指挥东北的抗洪、扑火等重大抢险救灾活动。1988年，授予中国人民解放军中将，曾任沈阳军区参谋长。
1991年1月26日，因病逝世于沈阳军区总医院。